# Aba (clan russo)
Gli Aba, che chiamavano loro stessi Aba Kizhi, sono un clan russo di origine Šori. Risiedono vicino al fiume Tom' nelle vicinanze di Novokuzneck. All'inizio erano considerati un popolo ben distinto, per poi essere identificati come Šori. Sono conosciuti anche come Abantsy, Aban, Abin and Abintsy.